# David Doyle
David Doyle, född 1 december 1929 i Omaha, Nebraska, död 26 februari 1997 i Los Angeles, Kalifornien, var en amerikansk skådespelare. Mest känd i rollen som John Bosley i Charlies änglar.

## Fotnoter
1. ↑  Internet Broadway Database, Internet Broadway Database person-ID: 38457, läst: 9 oktober 2017.[källa från Wikidata]
2. 1 2  Find a Grave, Find A Grave-ID: 5816704, läs online, läst: 9 oktober 2017.[källa från Wikidata]